# هيللين
هيللين أو هيلين أو إللين (بالإغريقية: Ἕλλην)‏ في الأساطير اليونانية هو سلف اليونانيون أو الإيلينسيون (Ἕλληνες). يمثل اسمه كذلك اسمًا آخر للغة اليونانية ، و يعني شخصًا من أصل يوناني أو حامل للثقافة اليونانية ، وهو كذلك مصدر صفة «الهيلينية».

## الأساطير
كان هيلين ابن ديوكاليون (أو زيوس في بعض الروايات) و پورها Pyrrha ، وكان شقيق Ἀμφικτυών . مع حورية أورسيس Orseis  صار أبًا لثلاثة أبناء: أيولوس Αἴολος، كسوثوس Ξοῦθος ، و دوروس Δῶρος وابنة كسينوبارتا Ξενοπάτρα .
وفقا لقصيدة هسيودوس دليل المرأة ، كان أبناؤه أنفسهم أسلاف القبائل اليونانية الرئيسية : أيولوس سلف الأيوليون، و دوروس سلف الدوريون، وكسوثوس سلف الأخيون و الإيونيين من خلال أبنائه أخايوس Ἀχαιός و ايون Ἴων.
وفقا لثوقيديدِس ،  غزا أحفاد هيلين منطقة پثيا Φθία اليونانية ونشروا حكمهم بعد ذلك إلى مدن يونانية أخرى. أصبح سكان تلك المناطق يطلق عليهم اسم هيلينس ، على اسم سلفهم. يعود الاسم الإثني هيلينس إلى زمن هوميروس . في الإلياذة ، هيلاس Ἑλλάς و هيلينس كانا أسما القبيلة (وتسمى أيضًا " المرميديون ") التي استقرت في پثيا ، بقيادة أخيل .
في بعض الأخبار، يُنسب إلى هيلين أنه والد نيونوس ، والد دوتوس الذي أعطى اسمه لدوتيوم في ثيساليا.